# Krasnouralsk
Krasnouralsk (russisch Красноуральск) ist eine Stadt in der Oblast Swerdlowsk (Russland) mit 24.980 Einwohnern (Stand 14. Oktober 2010).

## Geographie
Die Stadt liegt am Ostrand des Ural, etwa 180 km nördlich der Oblasthauptstadt Jekaterinburg, am Bach Kuschaika, nahe dessen Mündung in die Salda. Das Klima ist kontinental.
Die Stadt Krasnouralsk ist der Oblast administrativ direkt unterstellt.
Krasnouralsk ist über eine Stichbahn (nur Güterverkehr) mit Werchnjaja Tura (Station Werchnjaja) an der Eisenbahnstrecke Kuschwa (Station Goroblagodatskaja) – Serow verbunden. Der Name der Station der Stadt ist Med (russisch Медь für Kupfer).

## Geschichte
Die erste Besiedlung des Gebietes der heutigen Stadt erfolgte 1832 mit der Entdeckung von Gold-Seifenlagerstätten, die sich jedoch als nicht ergiebig erwiesen. Später im 19. Jahrhundert wurde hier jedoch die Bogomolow-Kupferkieslagerstätte entdeckt (nach dem Goldsucher Bogomolow, auf dessen Gebiet sie sich befindet). 1925 begannen deren Erschließung und der Bau einer Kupferhütte mit zugehöriger Siedlung Bogomolstroi (Богомолстрой). 1929 erfolgte die Umbenennung in Uralmedstroi (Уралмедьстрой). 1932 erhielt der Ort unter dem heutigen Namen Stadtrecht (russisch красный/krasny für rot; hier sowohl mit Bezug auf die Farbe des Kupfers, als auch mit ideologischer Bedeutung, vgl. Roter Oktober für Oktoberrevolution).
In der Stadt bestand das Kriegsgefangenenlager 376 für deutsche Kriegsgefangene des Zweiten Weltkriegs.

### Bevölkerungsentwicklung
| Jahr | Einwohner |
| ---- | --------- |
| 1939 | 35.824    |
| 1959 | 39.245    |
| 1970 | 39.743    |
| 1979 | 38.235    |
| 1989 | 35.284    |
| 2002 | 28.961    |
| 2010 | 24.980    |

Anmerkung: Volkszählungsdaten

## Kultur und Sehenswürdigkeiten
Krasnouralsk hat ein Heimatmuseum.

## Wirtschaft
Neben der die Wirtschaft der Stadt bestimmenden Kupferhütte gibt es Maschinenbau, Textil-, Möbel- und Lebensmittelindustrie.

## Söhne und Töchter der Stadt
- Witali Sewastjanow (1935–2010), Kosmonaut und Politiker